# Urso-pardo-ibérico
O urso-pardo-cantábrico ou urso-pardo-ibérico , ou apenas urso-ibérico (anteriormente Ursus arctos pyrenaicus ) é uma população de ursos pardos da Eurásia ( Ursus arctos arctos ) que vive nas montanhas cantábricas da Espanha . Em média, as fêmeas pesam 85 kg (187 lb), mas podem chegar a 150 kg (330 lb). Os machos têm em média 115 kg (254 lb), embora possam pesar até 200 kg (440 lb). O urso mede entre 1,6 e 2 m (5,2 e 6,6 pés) de comprimento e entre 0,90 e 1 m (3,0 e 3,3 pés) na altura do ombro. Em Espanha é conhecido como Oso pardo cantábrico e, mais localmente, nas Astúrias.como Osu . É tímido e evitará o contato humano sempre que possível. O urso-pardo-cantábrico pode viver cerca de 25-30 anos na natureza.

## Evolução
Acredita-se que tenha se originado na Ásia. O urso-pardo ( Ursus arctos , L. 1758) se espalhou pelo hemisfério norte, colonizando grande parte da massa de terra da Eurásia, bem como a América do Norte. 

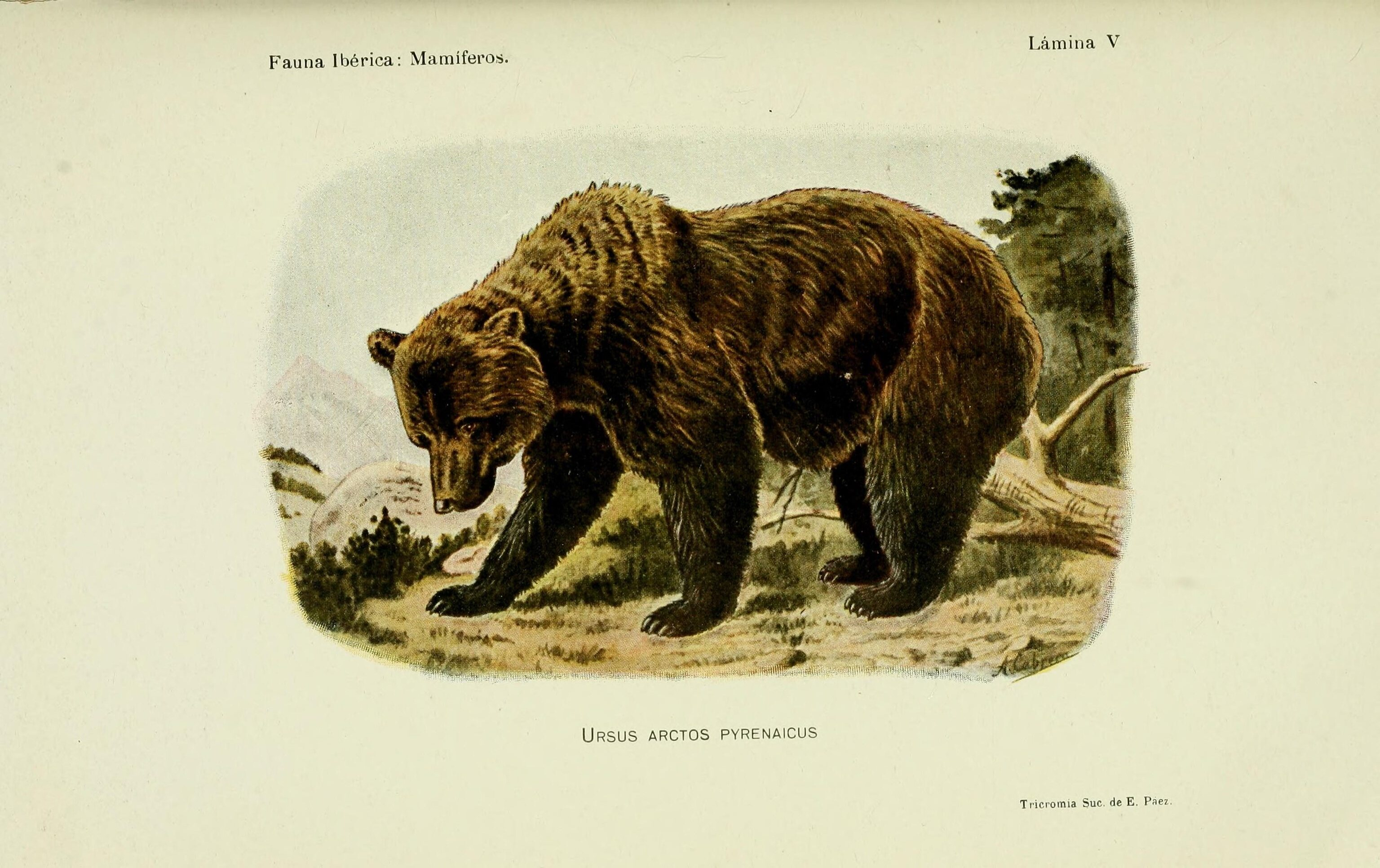
A 1914 litografia de um urso-pardo-ibérico, Museo Nacional de Ciencias Naturales

Os especialistas em ursos estão continuando o debate sobre a classificação científica dos ursos, dos quais existem atualmente oito espécies reconhecidas, embora alguns especialistas reconheçam mais subespécies . No início do século 20, Cabrera (1914) considerou o urso-pardo-cantábrico uma subespécie distinta do urso-pardo-europeu ( U. a. Arctos ; em si uma classificação atualmente em debate) e nomeou-o Ursus arctos pyrenaicus (Fischer, 1829) , caracterizada pela coloração amarela das pontas de seus cabelos e por suas patas pretas. Desde então, porém, DNA filogenético e mitocondrialpesquisas levaram ao consenso científico geral de que o urso marrom europeu não é uma subespécie separada. Esses estudos recentes também descobriram que as populações europeias se enquadram em duas linhagens genéticas principais ; um tipo oriental e um tipo ocidental.

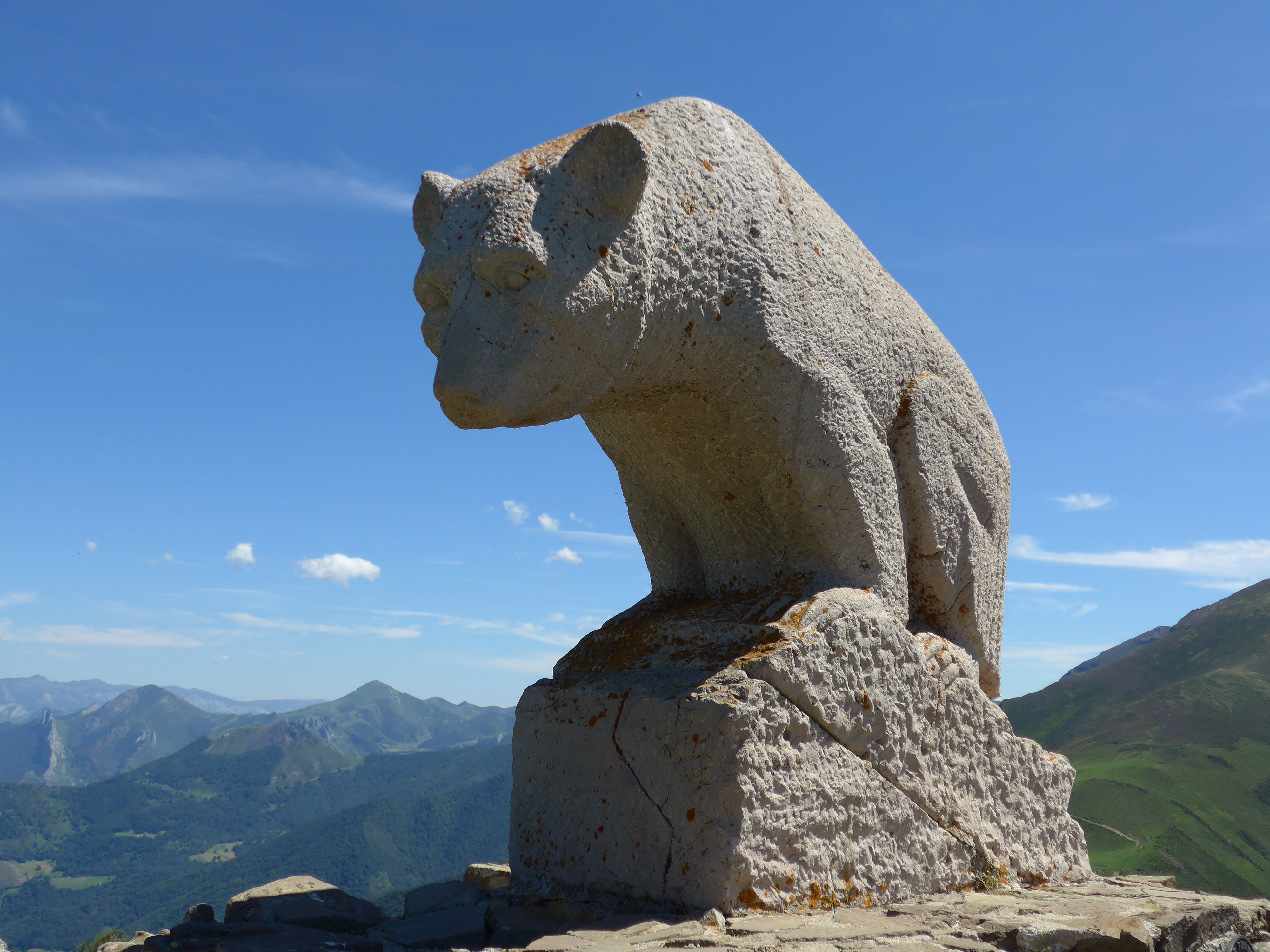
Monumento em homenagem ao urso-pardo-ibérico em Vega de Liébana

O urso-pardo-cantábrico faz parte do tipo ocidental, as barreiras efetivas dos mantos de gelo do Pleistoceno dos Alpes e dos Bálcãs tendo direcionado a propagação do urso-pardo, respectivamente, para norte e leste e sul e oeste. Uma distinção adicional dos dois clados foi feita dentro da linhagem ocidental após a recolonização pós-glacial após o Último Máximo Glacial (LGM); um consistindo nas populações de ursos do sul da Escandinávia, nos Pirenéus e nas montanhas Cantábricas do norte da Espanha e o outro consistindo nas populações de ursos dos Alpes do Sul , os Apeninos , osAlpes Dináricos , Montanhas Rila , Montanhas Rhodope e Montanhas Stara Planina .  Isso deixa a população remanescente de ursos-pardos no sul da Suécia como os parentes mais próximos dourso-pardo-cantábrico. A última fêmea reprodutiva indígena nos Pirenéus, Canelle, foi baleada por um caçador em 2004. Os ursos pardos da Eslovênia estão agora sendo introduzidos nos Pirenéus.

## Distribuição geográfica
Tendo estado distribuído pela maior parte da Península Ibérica, desde a primeira metade do século XX que o urso-pardo-cantábrico foi reduzido a duas populações isoladas nas montanhas cantábricas do norte da Espanha, principalmente por perseguição humana (caça direta) e pela perda de habitat devido para a agricultura e construção. Estas duas populações ocupam um território total combinado de 5000 a 7000 km 2, abrangendo as províncias de, a oeste, Astúrias, Leão e Lugo ( Galiza ) e, a leste, Palência , Leão, Cantábriae Astúrias. Os números populacionais de 2007 deram entre 100-110 ursos no enclave ocidental e entre 20-30 no leste, uma situação que colocou a população menor em risco de procriação. As duas populações estão separadas por cerca de 30–40 km, uma ruptura que foi interpretada como consequência do desenvolvimento das infra-estruturas de comunicação e da pressão humana. No entanto, em 2008, evidências genéticas foram obtidas no Parque Natural Redes, indicando cruzamentos recentes entre as duas populações. 

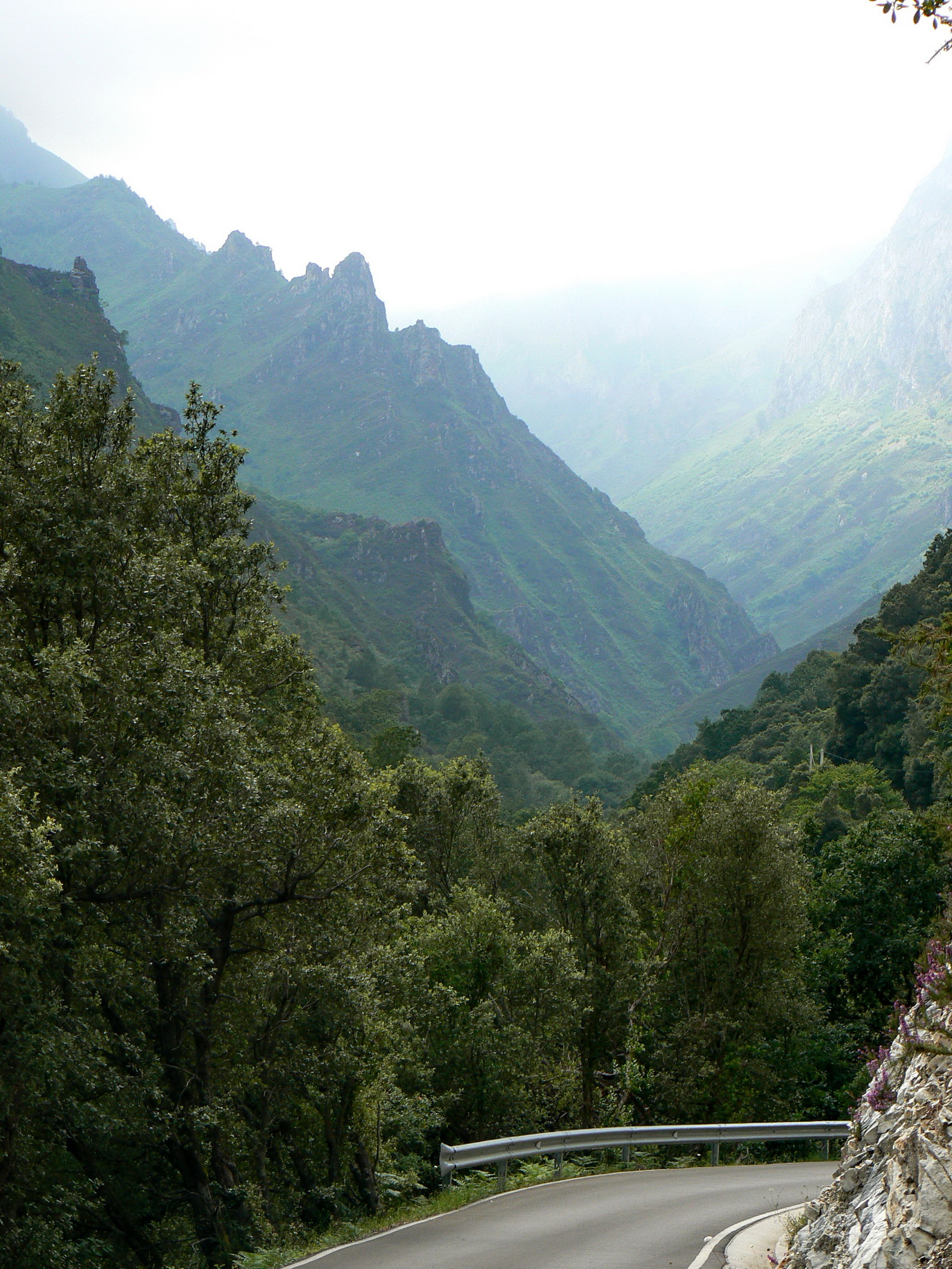
Vista das cordilheiras cantábricas, habitat do urso.

Em 2005 foi relatada a presença de ursos-pardos perto da fronteira portuguesa (menos de 20 km) na cordilheira de Trevinca, com base em pegadas deixadas em uma grande almofada de lama. Em 2019, um urso-pardo foi confirmado pelas autoridades portuguesas como tendo vagado em território português, e as evidências sugerem que não foi um acontecimento isolado, como confirmam as pegadas dos primeiros meses do ano e avistamentos locais. 

## Status de proteção
O urso-pardo-cantábrico está catalogado na Lista Vermelha Espanhola de Espécies Ameaçadas de Extinção como estando em perigo de extinção . Na Europa, está listado na Avaliação de Mamíferos Europeus como criticamente ameaçado . Em nível internacional, está listado na Lista Vermelha de Espécies Ameaçadas da IUCN como sendo de menor preocupação devido à existência de populações relativamente saudáveis de ursos-pardos em outros lugares. Na Espanha, há uma multa máxima de € 300.000 para matar um urso após a proibição da caça da espécie em 1973. [ carece de fontes? ]

## Conservação
Um "Plano de Ação para a Conservação do Urso-pardo ( Ursus arctos ) na Europa", publicado em 2000, fez recomendações específicas para o manejo dos ursos na Espanha.  O Ministério do Meio Ambiente espanhol havia elaborado anteriormente um "Plano para la Recuperación del Oso Pardo" ( Plano de Recuperação do Urso-pardo) com a intenção de salvar a espécie da extinção coordenando os esforços de conservação entre as comunidades autônomas em que vive atualmente. Entre as responsabilidades dos governos regionais estão vários parques naturais que fornecem habitat adequado para os ursos. Os ursos parecem não ter uma presença permanente no único parque nacional nas montanhas da Cantábria, oParque Nacional Picos de Europe . [de acordo com quem? ] Em 2014 a população foi estimada em 300 ursos. 

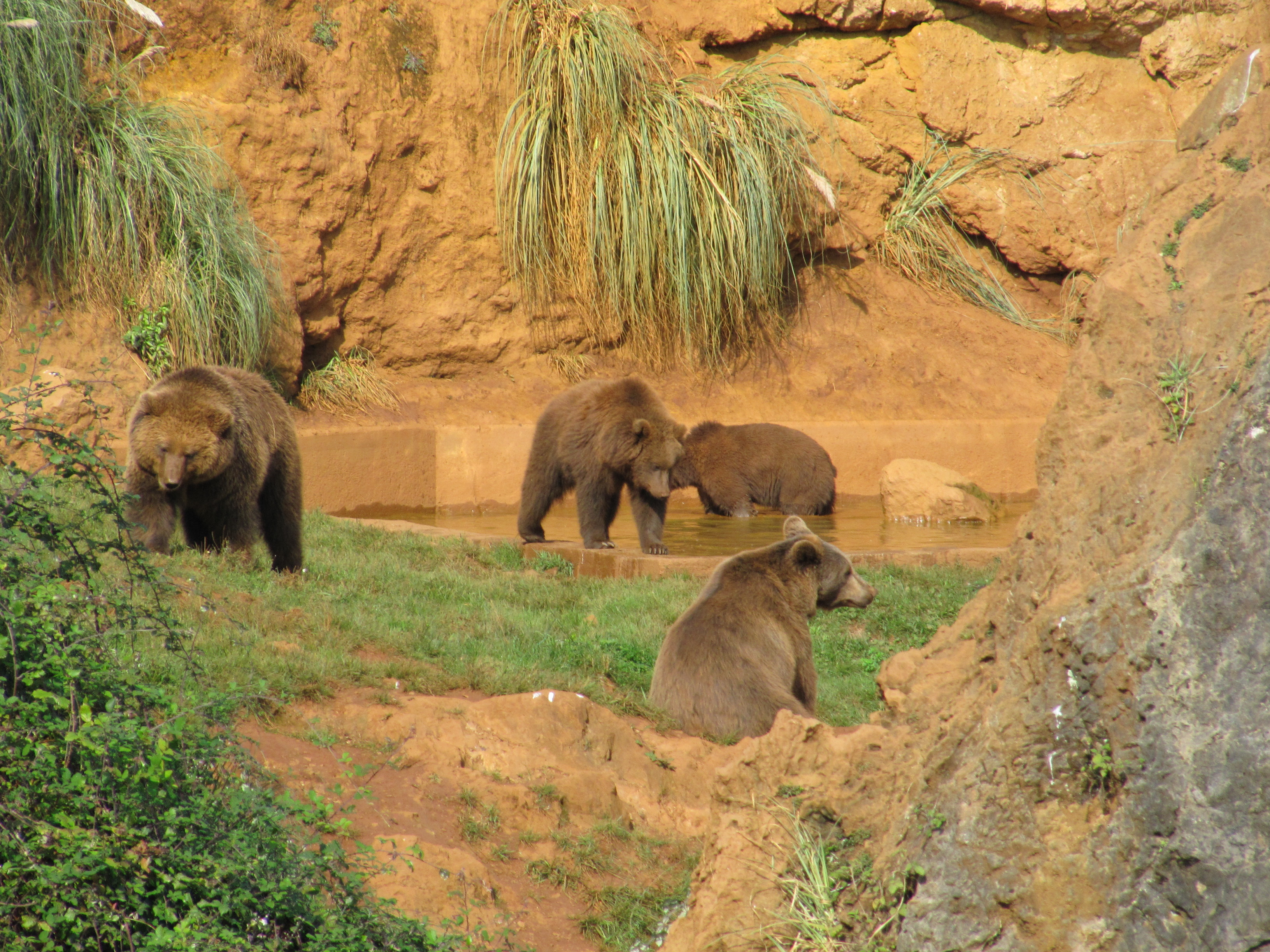
Urso-pardo macho alfa (esquerda), e seu grupo em Cábarceno.

O habitat dos ursos é monitorado por patrulhas e programas de educação estão em andamento, especialmente entre os jovens, mas também entre grupos de caça. Um projeto de "captura" de fotos está tendo sucesso e outro de rastreamento de indivíduos por rádio está sendo considerado. Além da pesquisa científica contínua, os esforços de conservação atualmente se concentram em juntar as duas subpopulações de ursos espanhóis para criar uma população viável. Grupos de conservação estão trabalhando para melhorar os corredores centenários usados pelos ursos e estão plantando árvores frutíferas e instalando colmeias para complementar sua dieta. Tem havido apoio para corredores do programa LIFE da UE centrado num corredor entre as duas subpopulações e um corredor fora deParque Natural de Somiedo. A integração proposta pela UNESCO das reservas existentes da biosfera da Cantábria dentro de uma super-reserva da Gran Cantábrica também tem como objetivo ajudar os ursos a expandir seu alcance via, por exemplo, a comarca de Os Ancares. 